# Опубликование

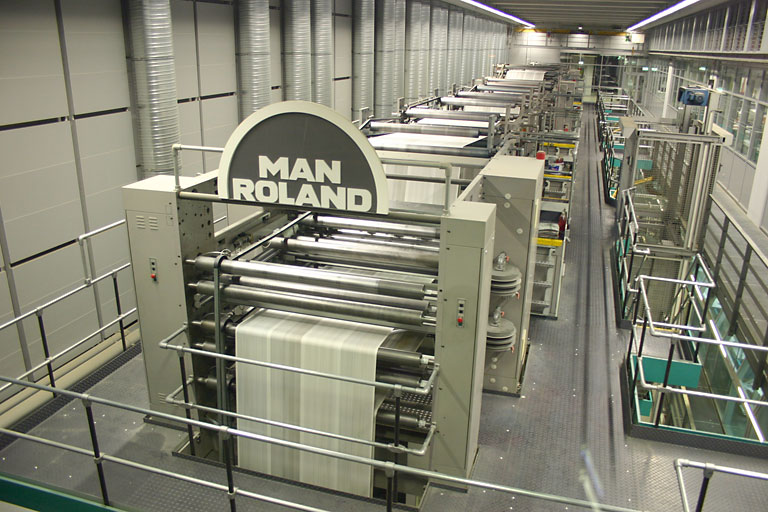
Офсетная печатная машина — один из возможных инструментов для опубликования текстовых и изобразительных произведений

Опубликование (выпуск в свет) — издание (выпуск в обращение) печатных или электронных документов, содержащих литературное, художественное или иное произведение, в количестве, достаточном для удовлетворения разумных потребностей публики исходя из характера произведения.
Не является опубликованием представление драматического, музыкально-драматического или кинематографического произведения, исполнение музыкального произведения, публичное чтение литературного произведения, сообщение по проводам или передача в эфир литературных или художественных произведений, показ произведения искусства и сооружение архитектурного произведения..
Электронный документ, правомерно введённый в гражданский оборот и публично предоставленный для всеобщего сведения любым способом является обнародованным электронным документом. Если такой документ не прошёл редакционной обработки и не имеет сведений об издателе, то он не имеет статуса опубликованного документа.
Для средств массовой информации распространение результатов их деятельности допускается только после того, как главным редактором дано разрешение опубликование соответствующих материалов.

## Обнародование
Полное собрание законов Российской империи. Предисловие

Законы, от Самодержавной Власти исходящие, и общие постановления, Именем Её от учрежденных мест издаваемые, двумя путями достигают общего сведения и исполнения: 1) чрез объявление и обнародование каждого из них в свое время, посредством мест и властей, для сего установленных, и 2) чрез издание их, уже по обнародовании, в виде собраний.

Существуют документы, для которых обязательным является не только опубликование, но и обнародование. Например, Указ Президента Российской Федерации о введении чрезвычайного положения подлежит незамедлительному обнародованию по каналам радио и телевидения.

## Официальное опубликование
Официальное опубликование документа — первая публикация полного текста законодательного и иного нормативного правового акта в официальном издании или его первое размещение на официальном Интернет-портале.
Существуют документы, опубликование которых обязательно. В России такими документами являются законы и любые нормативные правовые акты, затрагивающие права, свободы и обязанности человека и гражданина. В России неопубликованные законы не применяются. В настоящее время в России также действуют правовые акты, принятые до установления действующего порядка опубликования нормативных правовых актов. Отдельные акты, принятые в советский период, не публиковались. Для официально опубликованных в СССР актов найти источник официального опубликования затруднительно.
В России документы, принятые органами государственной власти, другими государственными органами, органами государственной власти субъектов и опубликованные ими или от их имени являются официальными документами.

### Нормативные правовые акты
В настоящее время российское законодательство официально публикуется в изданиях:
- Парламентская газета;
- Российская газета;
- Собрание законодательства Российской Федерации
- Официальный интернет-портал правовой информации www.pravo.gov.ru Архивная копия от 18 марта 2021 на Wayback Machine[12].

C 1 января 2016 года нормативные правовые акты федеральных органов исполнительной власти, признанные Министерством юстиции Российской Федерации не нуждающимися в государственной регистрации, подлежат размещению (опубликованию) на «Официальном интернет-портале правовой информации» (www.pravo.gov.ru Архивная копия от 18 марта 2021 на Wayback Machine).

### История
Декретом Совета народных комиссаров РСФСР «О порядке утверждения и опубликования законов» от 30 октября 1917 года было отменено «распубликование законодательных постановлений Правительства через Правительствующий Сенат». Вводится публикация в Газете Временного Рабочего и Крестьянского Правительства и возможность ввода в действие постановлений Правительства пр телеграфу с опубликованием телеграмм в каждой местности.
Конституция СССР 1924 года установила, что законы публикуются от имени Центрального Исполнительного Комитета Союза ССР.
Конституция СССР 1936 года установила, что законы, принятые Верховным Советом СССР, публикуются на языках союзных республик за подписями председателя и секретаря Президиума Верховного Совета СССР.
Конституция СССР 1977 года установила, что законы СССР, постановления и иные акты Верховного Совета СССР публикуются на языках союзных республик за подписями Председателя и Секретаря Президиума Верховного Совета СССР.
Комитетом конституционного надзора СССР в ноябре 1990 года было принято заключение о том, что ранее принятые, но не опубликованные нормативные акты, касающиеся прав, свобод и обязанностей граждан, подлежат опубликованию соответствующими государственными органами в трехмесячный срок со дня принятия настоящего Заключения. Акты, которые не будут опубликованы, по истечении этого срока утрачивают силу.

## Виды изданий
Существуют разные виды публикации информации:
- Печатная публикация
- Депонирование
- Сетевая публикация
- Электронная публикация
- Публикация грампластинок
- СМИ
- Научная публикация
- Живая публикация
- Самиздат

## Проблема верификации
Публикация информации требует её верификации, поэтому официальные источники информации проходят процедуру регистрации.
Изготовление или распространение продукции средства массовой информации без указания выходных данных, с неполными или заведомо ложными выходными данными в России является административным правонарушением.
Источники информации используют различные способы верификации публикуемых данных, в том числе
- рецензирование,
- ограничение минимального тиража источника данных (при ре-публикации),
- ограничение среды публикующихся, или среды рекомендателей,
- вики-идею.

Современные способы публикации, использующие открытые источники информации, добиваются сравнительно высокой степени достоверности.
Неопубликованные документы существуют на правах рукописи. Документ, размноженный ограниченным тиражом для распространения среди узкого круга лиц с целью предварительного ознакомления с его текстом является «изданием на правах рукописи».
Для отдельных видов неопубликованных документов необходима доставка обязательного экземпляра в органы научно-технической информации и библиотеки. В России это обязательно для следующих документов:
- отчеты о научно-исследовательских и опытно-конструкторских работах;
- алгоритмы и программы;
- диссертации[21].

Если документ нецелесообразно издавать для утверждения его приоритета возможно произвести его депонирование исходя из того, что для возникновения, осуществления и защиты авторских и смежных прав не требуется регистрация произведения, исполнение или соблюдение каких-либо иных формальностей.

## Авторское право
Публикация данных порождает вопросы авторского права.